# Planktonsik
Planktonsik (Coregonus nilssoni) är en fiskart som beskrevs av Valenciennes, 1848. Planktonsik ingår i släktet Coregonus och familjen laxfiskar. IUCN kategoriserar arten globalt som livskraftig. Inga underarter finns listade i Catalogue of Life.